# Сыединение (Старозагорская область)
Сыединение (болг. Съединение) — село в Болгарии. Находится в Старозагорской области, входит в общину Братя-Даскалови. Население составляет 122 человека.

## Политическая ситуация
Кмет (мэр) общины Братя-Даскалови — Ваня Тодорова Стоева (коалиция партий: Болгарская социалистическая партия (БСП) и национальное движение «Симеон Второй» (НДСВ)) по результатам выборов в правление общины.